# Carbonate
Carbonate (Carbunaa in dialetto locale, AFI: /karbuˈnaː/) è un comune italiano di 2 932 abitanti della provincia di Como in Lombardia.

## Geografia fisica
(Giovanni B. Rampoldi, Corografia dell'Italia)

### Morfologia e idrografia
Il centro abitato brianteo sorge a cavallo della valletta della Tinella, al termine delle morene argillose al confine con l'altopiano pianeggiante e ricco di ghiaie posto a sud-ovest. La parte collinare del territorio, a settentrione, appartiene al Parco Regionale della Pineta di Appiano Gentile e Tradate. Il territorio comunale è attraversato da quattro torrenti: il Bozzente, il Cavo Gradeluso, il Fontanile di Tradate e la Tinella, interrato nella seconda metà del Novecento. Le analisi del rischio sismico collocano il territorio di Carbonate in zona 4, con accelerazione orizzontale massima su suolo rigido inferiore a 0,05 g.

### Clima
Il clima è di tipo temperato continentale con estate calda e inverni rigidi e secchi. Le piogge sono concentrate maggiormente in autunno e primavera, con minimi in febbraio e gennaio (circa 60mm al mese) e massimi in maggio/giugno e ottobre (più di 120 mm al mese). L'umidità tra le più alte d'Italia caratterizza questa zona, che non è protetta dal fohn e dal maestrale e dai loro effetti di riduzione delle escursioni termiche annue. La temperatura è, seppur di pochi gradi, superiore a quella dalle Prealpi a nord, e inferiore a quella della Pianura Padana a sud. In base alla classificazione climatica dei comuni italiani istituita nel 1993, il comune appartiene alla fascia climatica E, che autorizza l'accensione degli impianti di riscaldamento degli edifici dal 15 ottobre al 15 aprile.

#### Statistiche climatiche
| Mese                | Mesi | Mesi | Mesi | Mesi | Mesi | Mesi | Mesi | Mesi | Mesi | Mesi | Mesi | Mesi | Stagioni | Stagioni | Stagioni | Stagioni | Anno  |
| Mese                | Gen  | Feb  | Mar  | Apr  | Mag  | Giu  | Lug  | Ago  | Set  | Ott  | Nov  | Dic  | Inv      | Pri      | Est      | Aut      | Anno  |
| ------------------- | ---- | ---- | ---- | ---- | ---- | ---- | ---- | ---- | ---- | ---- | ---- | ---- | -------- | -------- | -------- | -------- | ----- |
| T. max. media (°C)  | 5,3  | 7,5  | 12,1 | 16,4 | 20,7 | 24,6 | 27,4 | 26,2 | 22,6 | 16,7 | 10,4 | 6,4  | 6,4      | 16,4     | 26,1     | 16,6     | 16,4  |
| T. media (°C)       | 1,6  | 3,5  | 7,3  | 11,3 | 15,5 | 19,2 | 21,7 | 20,9 | 17,6 | 12,2 | 6,6  | 2,8  | 2,6      | 11,4     | 20,6     | 12,1     | 11,7  |
| T. min. media (°C)  | −2,0 | −0,5 | 2,5  | 6,2  | 10,4 | 13,8 | 16,1 | 15,6 | 12,6 | 7,8  | 2,9  | −0,8 | −1,1     | 6,4      | 15,2     | 7,8      | 7,1   |
| Precipitazioni (mm) | 63   | 66   | 91   | 111  | 123  | 123  | 88   | 111  | 100  | 129  | 117  | 69   | 198      | 325      | 322      | 346      | 1 191 |

### Ambiente
Sulla base del D.G.R. n. 2605 del 30 novembre 2011, il territorio del comune di Carbonate si trova nella Zona A - pianura a elevata urbanizzazione, un'area della regione caratterizzata da elevate emissioni di PM10, NOx e COV, da alta densità abitativa e industriale e da condizioni meteorologiche avverse alla dispersione naturale degli inquinanti atmosferici (lunghi periodi di alta pressione e rare precipitazioni, limitata velocità del vento).
Particolarmente critico, dal punto di vista della qualità dell'aria, risulta essere l'attraversamento del centro abitato da parte della strada statale 233.

## Storia

### Età antica
Dalle ricerche etimologiche è molto probabile che l'abitato sia di origine insubre o anteriore. La prima testimonianza materiale è una stele risalente al periodo della romanizzazione, ora conservata nei fondi del Museo archeologico del Castello Sforzesco.
Il toponimo di Carbonate, nella grafia iperlatinizzata di Calbonate (la grafia originaria era invece Carbonaria), appare per la prima volta in una carta del marzo 864 come paese di origine di un certo "Petrone", membro del supremo tribunale di giustizia. La denominazione del paese è stata fatta discendere dal nome personale "Carbone", probabilmente identificativo di un'importante famiglia proprietaria di possedimenti terrieri nella zona, mentre il suffisso -ate è il tipico genitivo celtico diffuso in Lombardia. Da Carbonaria passava la Via Mediolanum-Bilitio, che metteva in comunicazione Mediolanum (Milano) con Luganum (Lugano) passando da Varisium (Varese).

### Medioevo
Durante l'alto Medioevo fu insediamento di Longobardi che si installarono nella zona dell'attuale cascina Sgarattata (dall'etimo germanico Scara - wacta, luogo di guardia). Discussa è l'attribuzione a Carbonate della battaglia combattuta in campo Carbonariae, probabilmente nel 979 fra i Milanesi e l'arcivescovo Landolfo II da Carcano: al di fuori dell'assonanza nel nome non esistono infatti riferimenti storici certi riguardo alla coincidenza tra il campo Carbonariae luogo della battaglia e il borgo di Carbonate.
Già in quel tempo, Carbonate era parte del Contado del Seprio, presumibilmente fino alla sua caduta in mano milanese avvenuta nel 1287. Il villaggio fu quindi annesso alla Signoria di Milano e quindi al costituendo Ducato di Milano, fino all'epoca napoleonica. In un documento del 1346, Carbonate viene espressamente citato, insieme ai paesi circostanti, come territorio sottoposto al dominio visconteo.

### Età moderna
Pur mantenendosi all'interno dello Stato milanese, nel Cinquecento Carbonate fu infeudato nella Signoria di Lurago. Nell'anno 1510 Carbonate fu devastato se non addirittura distrutto dalle truppe svizzere del cardinale di Sion, Matteo Schiner, chiamato dal papa Giulio II contro i francesi.
A partire da questa epoca le fonti storiche su Carbonate diventano più certe e numerose. Un documento del 1552, un censimento delle proprietà fondiarie condotto dalle autorità spagnole che controllavano il Ducato di Milano, fornisce per la prima volta una descrizione abbastanza completa di Carbonate e della sua struttura: in particolare si rileva che la maggior parte dei territori erano destinati alla coltivazione agricola mentre pochi erano i terreni destinati al pascolo.
Altri documenti importanti sono i due Status Animarum compilati dal parroco Francesco Girardi in due distinti momenti, nel 1568 e nel 1574, che rappresentano i primi censimenti della popolazione di Carbonate. Dallo Status Animarum del 1574 si apprende che la popolazione di Carbonate all'epoca contava 271 abitanti divisi in 37 nuclei famigliari.
Non esistono molte tracce storiche delle vicende di Carbonate durante il periodo feudale: l'unico riferimento certo riguarda il fatto che, per un periodo non definibile, il territorio di Carbonate fu feudo della famiglia dei Biglia. La comunità di Carbonate riscattò l'infeudazione nel 1650, al costo di quaranta lire imperiali per capofamiglia.

### Età contemporanea
Il paese di Carbonate è in posizione piuttosto elevata e ridenti collinette ne costituiscono il territorio su cui scorre, fra alte rupi, il Guardalusio, torrentello scendente dalle vicine più alte colline di Appiano. In Carbonate sono notevoli gli avanzi dell'antico castello e alcune ville dei dintorni. Il suolo, piuttosto arido, è però ben coltivato e messo a vite e a gelsi.
Due tentativi di spostare Carbonate in Provincia di Varese fallirono nel 1786 e nel 1798. Con l'annessione alla Repubblica Italiana di Napoleone, Carbonate entra per la prima volta nella Provincia di Como, e per un breve periodo viene annesso da Mozzate. Tramite il Regio Decreto n°1971 del 10 agosto 1928 si ebbe la fusione dei Comuni di Mozzate, Carbonate e Locate Varesino nel comune di Seprio. Nel Dopoguerra, Carbonate, a seguito della secessione di Locate e Mozzate, rimane erede del cessato Comune e ritrova la propria denominazione tradizionale il 30 maggio 1953. In seguito al ripristino dell'autonomia, negli anni '60 vennero edificati il nuovo palazzo del municipio e le scuole elementari. A cavallo tra gli anni '70 e '80 Carbonate ha iniziato un importante programma di recupero, riqualificazione e valorizzazione del centro storico che, a tappe successive, porteranno il paese alla conformazione attuale: la realizzazione di nuovi insediamenti residenziali, l'ampliamento della piazza antistante la chiesa parrocchiale, la ristrutturazione di aree abitative rurali ormai disabitate o comunque soggette al deterioramento del tempo. A settembre del 2003 si è festeggiata la ricostituzione del comune in occasione del 50º anniversario.

## Simboli
Lo stemma ufficiale del Comune di Carbonate è ispirato alla leggendaria battaglia in Campo Carbonariae che sarebbe avvenuta sul territorio di Carbonate nel 979.
È stato adottato con delibera del consiglio comunale il 28 dicembre 1960 e concesso con decreto del presidente della Repubblica del 12 giugno 1962. È raffigurato all'entrata del municipio in un mosaico realizzato nel 1966 dal pittore Oscar Grottini.
Il gonfalone è un drappo partito di bianco e di rosso.

## Monumenti e luoghi d'interesse

### Architetture civili

#### Castello
Il Castello è un grosso corpo architettonico composto da due cortili rettangolari, con ogni probabilità erede di un vero e proprio edificio fortificato a difesa del borgo risalente all'alto medioevo. Nonostante l'edificio originario non sia più identificabile, infatti, molti sono gli indizi che portano a pensare alla reale presenza di un castello a Carbonate: la toponomastica locale che accerta l'esistenza di una via "al Castello" nonché di una cascina, poco distante, ancora oggi nota con il curioso nome di "Sgarattata" (nel lessico francone, il termine scarawacta identificava infatti un drappello di guerrieri incaricati del servizio di sentinella, ipotesi compatibile con la necessità di difendere un edificio fortificato distante poche centinaia di metri), la presenza su una mappa del 1722 di un fabbricato a forma di quadrilatero chiuso con un cortile interno, l'esistenza di un pozzo fino ai primi decenni del XX secolo, e probabilmente in epoca più antica anche di una piccola chiesetta, all'interno del medesimo cortile.

#### Villa Ada Scalini
Villa Scalini si affaccia su via S. Lucia ai civici 2 e 4 ed è circondata da un ampio parco. La costruzione è stimata attorno al XVIII secolo, con una ristrutturazione avvenuta all'inizio del Novecento. Fu residenza del senatore Enrico Scalini e della sua famiglia. Attualmente è proprietà privata.

#### La "Crocetta"
Alla fine del XVI secolo Carbonate fu colpita da un'epidemia di peste. A ricordo di tale evento, e come ringraziamento per la fine dell'epidemia, nel 1588 la famiglia Moneta fece porre una stele sormontata da una piccola croce all'inizio della rampa che, costeggiando Villa Scalini, porta alla chiesa parrocchiale. La "crocetta" è stata successivamente traslata di pochi metri ed è tuttora visibile a lato del Palazzo Municipale.

#### Il "Cimitero Vecchio" - Monumento ai Caduti
Il primo cimitero di Carbonate venne edificato tra il 1785 e il 1786 (fino ad allora, come consuetudine, i morti venivano sepolti nell'area circostante la chiesa parrocchiale) lungo la strada che collegava Carbonate a Locate Varesino (ovvero la futura Statale Varesina), in una zona che all'epoca risultava fuori dal centro abitato. L'incremento demografico e il conseguente ampliamento dell'area abitata resero necessario costruire, negli anni '30 del XX secolo, un nuovo cimitero di dimensioni maggiori e situato in un'area più distante. L'antico cimitero - oggi conosciuto appunto dai carbonatesi come "Cimitero Vecchio" - cadde così in disuso fino agli anni '60 quando venne riconvertito a monumento ai caduti con il posizionamento di un cippo recante i nomi di tutti i carbonatesi caduti durante la Prima e la seconda guerra mondiale. Il "Cimitero Vecchio" di norma non è aperto al pubblico tranne in occasione di cerimonie ufficiali di commemorazione, tuttavia la posizione e le ridotte dimensioni rendono il monumento perfettamente visibile anche dall'esterno, transitando lungo la strada provinciale.

### Architetture religiose
Fino al 1972 Carbonate fu soggetta ecclesiasticamente alla Pieve di Appiano per poi essere associata al Decanato di Tradate. Non è possibile stabilire con esattezza il periodo di fondazione delle attuali chiese carbonatesi. Attualmente ne sopravvivono due delle quattro testimoniate: la parrocchiale dedicata a Santa Maria Assunta e quella di San Giovanni, presso la Cascina Abbondanza, non più utilizzata per funzioni religiose. Il Liber Notitiae Sanctorum Mediolani di Goffredo da Bussero riporta altre due chiese: una localizzabile presso la Cascina Moneta e una seconda presso il Castello, abbattuta alla fine degli anni settanta del secolo scorso.

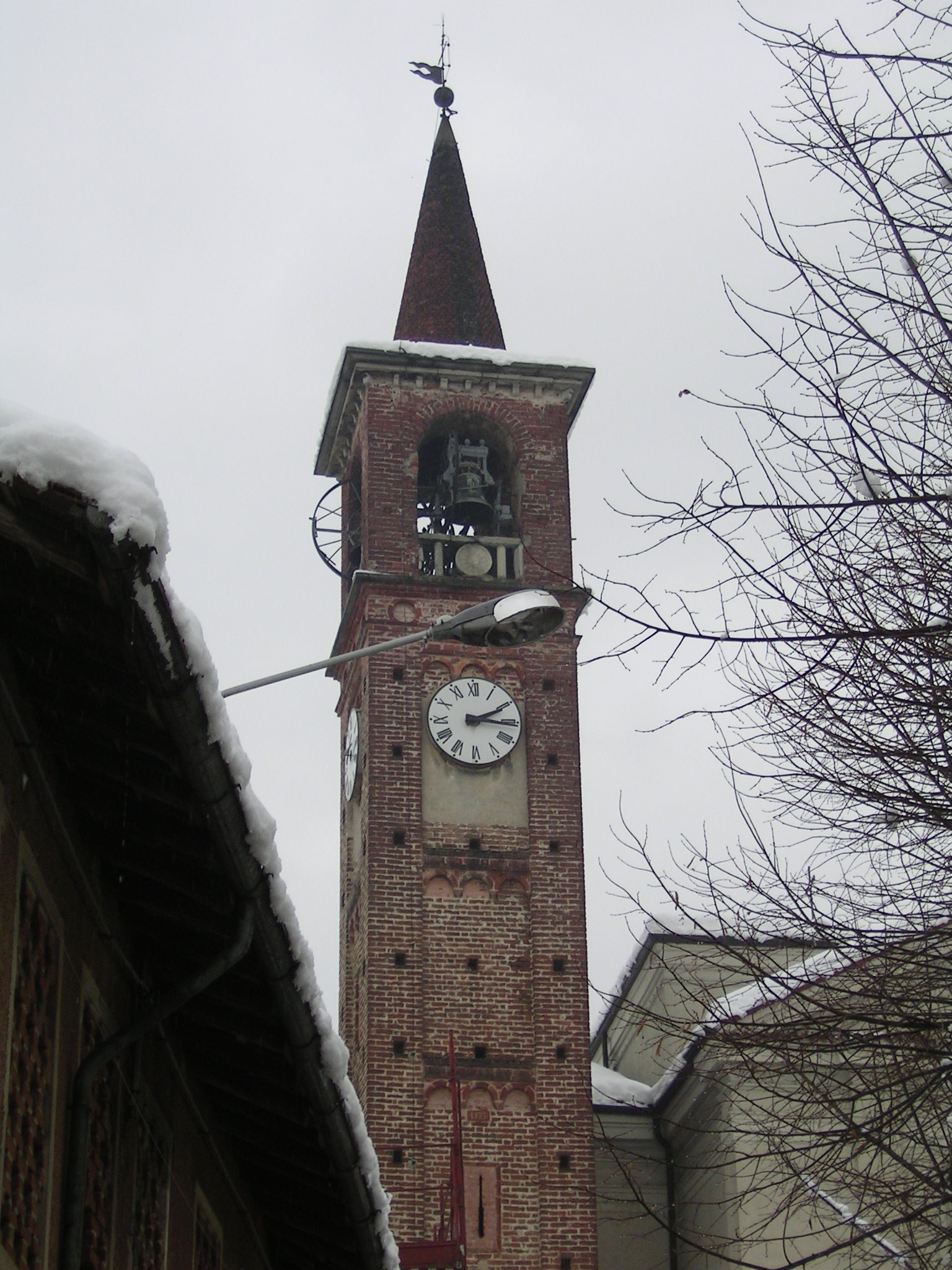
Il campanile del 1523

#### Chiesa di Santa Maria Assunta
La chiesa originaria doveva essere di epoca romanica, costruita in posizione sopraelevata rispetto all'insediamento. È testimoniata nel Liber Notitiae Sanctorum Mediolani in Pieve di Appiano. La costituzione della parrocchia avvenne nel XVI secolo; al 1523 risale la costruzione dell'attuale campanile, come attesta la data incisa sul massello che sovrasta la feritoia sul lato sud-est della torre campanaria; il 28 ottobre 1529 la chiesa veniva consacrata. Il 27 giugno 1549 Francesco Girardi fu nominato parroco di Carbonate; nel 1566 fu compiuta una visita alla parrocchia da padre Leonetto Clivone, delegato dell'arcivescovo di Milano, Carlo Borromeo.
Nel 1850 la chiesa fu ampliata e venne ad assumere la struttura che mantenne poi sostanzialmente immutata fino al 1942; all'inizio del Novecento un notevole impulso al rinnovamento della vita spirituale della parrocchia venne dall'opera del cardinale Andrea Carlo Ferrari, il quale visitò per ben quattro volte la comunità; data l'esigenza di ampliare ulteriormente la parrocchiale, dato che risultava ormai insufficiente ad accogliere tutti i fedeli, il 15 agosto 1942, fu posata la prima pietra della nuova costruzione, che fu consacrata il 16 agosto 1946 dal cardinale Alfredo Ildefonso Schuster; a ottobre del 1948 furono consacrate e collocate sul campanile le due campane maggiori.

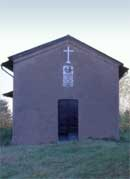
Facciata della Chiesa di S. Giovanni

#### Chiesa di San Giovanni all'Abbondanza
Edificio cinquecentesco, che si trova presso la Cascina Abbondanza, ora ridotta a rudere. La prima descrizione della chiesa risale al 1566 con la visita di padre Leonetto Clivone. Una descrizione dettagliata dell'edificio fu stesa in occasione della visita di Carlo Borromeo: "l'oratorio di S. Giovanni, edificato presso la casa dei magnifici signori Moneta, è piccolo, ma convenientemente ornato"; Nel 1596 si parla di un oratorio da poco ristrutturato; nel corso del Seicento, però, l'oratorio dovette essere alquanto trascurato, tanto che il cardinal Federico Visconti proibì di celebrarvi la messa finché non fosse convenientemente sistemato. Tra il 1717 e 1720 fu portata a termine la costruzione dell'attuale chiesetta di S. Giovanni Battista in località Abbondanza, ma non è chiaro se il nuovo oratorio sia stato costruito nello stesso luogo di quello preesinstente. La chiesa è anche detta "di San Giovanni Decollato".
Con il declino dell'organizzazione sociale basata sull'agricoltura e il conseguente spopolamento delle cascine, diminuì anche la devozione alla chiesa, che andò deteriorandosi sempre più, con il rischio di perdere una parte importante del patrimonio storico-artistico carbonatese. Per ovviare a questa eventualità, nel 1989, una serie di lavori di restauro riportarono in evidenza la bellezza dell'antica costruzione, che fu inaugurata il 24 giugno 1990. La chiesetta tuttora non è utilizzata per funzioni religiose in quanto non consacrata.

## Società

### Evoluzione demografica

#### Fino al 1861
- 224 nel 1568
- 271 nel 1574
- 452 nel 1751
- 447 nel 1771
- 437 nel 1792
- 433 nel 1799
- 462 nel 1805
- 592 nel 1853

#### Dal 1861 all'ultimo censimento
Abitanti censiti

### Tradizioni e folclore
La festa patronale cade il 15 agosto, ma viene tuttavia festeggiata in ottobre, in occasione della giornata della Madonna del Rosario.
Come gran parte dei paesi della zona, anche il centro abitato di Carbonate è stato – e in parte è tuttora – caratterizzato dall'esistenza delle corti, a ciascuna delle quali veniva attribuito dalla voce popolare un nome dialettale derivato dalla o dalle famiglie che vi abitavano, o da episodi o dicerie legate agli abitanti stessi. La memoria storica di Carbonate ne tramanda diciotto: la Curt dul Pacétt, la Curt dul Ratt, la Curt dul Pisocch, la Curt di Stalitt, ul Ciuss, la Tancaja, ul Castell, la Curt dul Rusett, la Curt dul Freri, la Curt dul Manuel, la Curt de la Padrona, la Curt di Cicurei, la Curt dul Marsinò, la Curt dul Pidroeu, la Curt dul Pinela, la Curt dul Venegonn, la Sgaratada, la Curt dul Magnanel; in parte tuttora esistenti e abitati, in parte abbattuti, completamente ricostruiti secondo lo stile originario e ripopolati e in parte non più esistenti, o disabitati, o ristrutturati e convertiti ad altri usi non più abitativi.

## Cultura

### Istruzione
Sul territorio comunale sono presenti una scuola dell'infanzia paritaria gestita dalla parrocchia, una scuola primaria intitolata a Gianni Rodari. Per l'istruzione media inferiore esiste una scuola consortile sul territorio del confinante comune di Mozzate, che serve gli studenti di Mozzate, Carbonate e Locate Varesino.

### Ricreazione e tempo libero
È presente una biblioteca comunale che offre, oltre alla consultazione del catalogo locale, un servizio di inter-prestito che consente di accedere anche ai cataloghi delle biblioteche limitrofe e un centro ricreativo pomeridiano per gli anziani. Nel 2013 è stato inaugurato il nuovo Centro Civico Comunale con servizio wi-fi libero, che ospita sia gli eventi istituzionali che le attività di gruppi e associazioni.

## Infrastrutture e trasporti
Come raggiungere Carbonate:
- in treno: Ferrovie Nord Milano linea Milano-Varese-Laveno, fermata Locate Varesino-Carbonate.
- in autobus:
  - da Como, linea C62 Como-Mozzate gestita da SPT Linea.
  - da Milano, linea Milano-Roserio - Tradate gestita da FNMA.
- in auto:
  - da Milano, Autostrada A9, uscita Saronno e Strada Provinciale ex Strada Statale 233 "Varesina" direzione Varese.
  - da Como, Strada Provinciale 24 ("Lomazzo-Bizzarone") fino all'intersezione con la Provinciale 233.
  - dall'Aeroporto di Milano Malpensa, Strada Statale 336, Autostrada A8 in direzione Varese fino all'intersezione con l'Autostrada A36, uscita Mozzate.

## Amministrazione
| Prima elezione | Fine mandato | Sindaco               | Partito o orientamento politico |
| -------------- | ------------ | --------------------- | ------------------------------- |
| 1953           | 1966         | Vasco Bruttomesso †   | Indipendente                    |
| 1966           | 1972         | Angelino Bernasconi † | DC                              |
| 1972           | 1993         | Enrico Marazzi        | DC                              |
| 1993           | 1993         | Armelindo Zanetti     | DC                              |
| 1993           | 2001         | Pietro Michelazzo †   | Centrosinistra                  |
| 2001           | 2006         | Dante Ambrogio Mari   | Centrodestra                    |
| 2006           | 2021         | Amalia Marazzi        | Centrodestra                    |
| 2021           |              | Luca Roscelli         | Centrodestra                    |

## Sport
Sono attive una squadra dilettantistica giovanile di calcio affiliata ai campionati CSI e una società ciclistica attualmente composta da corridori delle categorie esordienti e giovanissimi, oltre a una società sportiva dilettantistica di basket riconosciuta dal CONI.

### Esplicative
1. ↑  Ortografia moderna

### Bibliografiche
1. 1 2   Bilancio demografico mensile anno 2024 (dati provvisori), su demo.istat.it, ISTAT.
2. ↑   Classificazione sismica (XLS), su rischi.protezionecivile.gov.it.
3. ↑   Tabella dei gradi/giorno dei Comuni italiani raggruppati per Regione e Provincia (PDF), in Legge 26 agosto 1993, n. 412, allegato A, Agenzia nazionale per le nuove tecnologie, l'energia e lo sviluppo economico sostenibile, 1º marzo 2011,  p. 151. URL consultato il 25 aprile 2012 (archiviato dall'url originale il 1º gennaio 2017).
4. ↑   AA.VV. Dizionario di toponomastica. Storia e significato dei nomi geografici italiani, 1996, Milano, Garzanti,  p. 141.
5. ↑  Giovanni B. Rampoldi, Corografia dell'Italia, Antonio Fontana, Milano, 1832, p. 462.
6. ↑   Pierino Boselli, Dizionario di Toponomastica Briantea, Comasca e Lecchese, Lecco, G. Stefanoni s.r.l., 1993,  p. 79.
7. ↑   Carbonate: Clima e Dati Geografici, Riscaldamento, su comuni-italiani.it. URL consultato l'11 settembre 2016.
8. ↑   P.G.T. Comune di Carbonate - Valutazione Ambientale Strategica.
9. ↑  Mario Bertolone, Edizione archeologica della Carta d'Italia, I.G.M., 1958.
10. ↑   D. Olivieri, Dizionario di toponomastica lombarda, Milano, 1961.
11. 1 2 3  Maria Luisa Frontini, Carbonate tra cronaca e storia, Carbonate, Il Punto, 1994.
12. ↑  Memorie spettanti alla storia, al governo e alla descrizione della città e…, Libro XIV, p. 393 e 404.
13. ↑  Arnulphi liber primus historiae Mediolanensis, cap. X, in L.A. Muratori, Rerum Italicarum Scriptores, tomo IV, Milano, 1723.
14. ↑  Matteo Colaone, Il Seprio. I luoghi, la storia, il mistero di una regione nascosta, Menaresta Editore, Monza, 2011, ISBN 978-88-96751-05-3.
15. 1 2  Borghese, p. 136.
16. ↑   Eugenio Fontana, La Patria. Geografia d'Italia. Como e Sondrio, Torino, Unione Tipografico Editrice, 1894,  p. 94.
17. ↑   Comune di Carbonate (CO), su comune.carbonate.co.it. URL consultato il 15 gennaio 2019.
18. 1 2   Storia di Carbonate (PDF).
19. ↑   Carbonate, su Archivio Centrale dello Stato. URL consultato il 21 aprile 2025.
20. ↑   Carbonate, su Araldicacivica. URL consultato il 4 settembre 2016 (archiviato dall'url originale il 15 settembre 2016).
21. ↑   Carbonate, su Stemmi dei Comuni della Provincia di Como.
22. ↑   Villa Scalini, Carbonate (CO), su Architetture – Lombardia Beni Culturali.
23. ↑   Chiesa di S. Maria Assunta - complesso, Piazza S. Maria Assunta, 1 - Carbonate (CO), su Architetture – Lombardia Beni Culturali. URL consultato il 29 aprile 2020.
24. ↑  M.Magistretti, U. Monneret De Villard, Liber notitiae Sanctorum Mediolani. Manoscritto della Biblioteca capitolare di Milano, Milano, 1917 e 1974.
25. ↑   Chiesa di S. Giovanni Decollato, Via Dante Alighieri - Carbonate (CO), su Architetture – Lombardia Beni Culturali. URL consultato il 29 aprile 2020.
26. ↑  Statistiche I.Stat - ISTAT;  URL consultato in data 18-08-2023.